# Хлевене
Хле́вене (болг. Хлевене) — село в Ловецькій області Болгарії. Входить до складу общини Ловеч.

## Населення
За даними перепису населення 2011 року у селі проживали 297 осіб.
Національний склад населення села:
| Національність   | Кількість осіб | Відсоток |
| ---------------- | -------------- | -------- |
| болгари          | 209            | 76,3%    |
| турки            | 44             | 16,1%    |
| цигани           | 15             | 5,5%     |
| інша             | 0              | 0%       |
| не визначились   | 6              | 2,2%     |
| Всього відповіли | 274            |          |

Розподіл населення за віком у 2011 році:
Динаміка населення: